# 朗沙勒
朗沙勒（法語：Ranchal，法語發音：[ʁɑ̃ʃal]）是法国罗讷省的一个市镇，属于索恩河畔自由城区。

## 地理
朗沙勒（46°7'45"N, 4°23'54"E）面积15.14 平方千米，位于法国奥弗涅-罗讷-阿尔卑斯大区罗讷省，该省份为法国中东部省份，北起顺时针与索恩-卢瓦尔省、安省、里昂大都会、伊泽尔省和卢瓦尔省接壤。
与朗沙勒接壤的市镇（或旧市镇、城区）包括：卢瓦尔省贝尔蒙、贝勒罗什、普勒莱塞沙莫、圣博内勒特龙西、库尔。

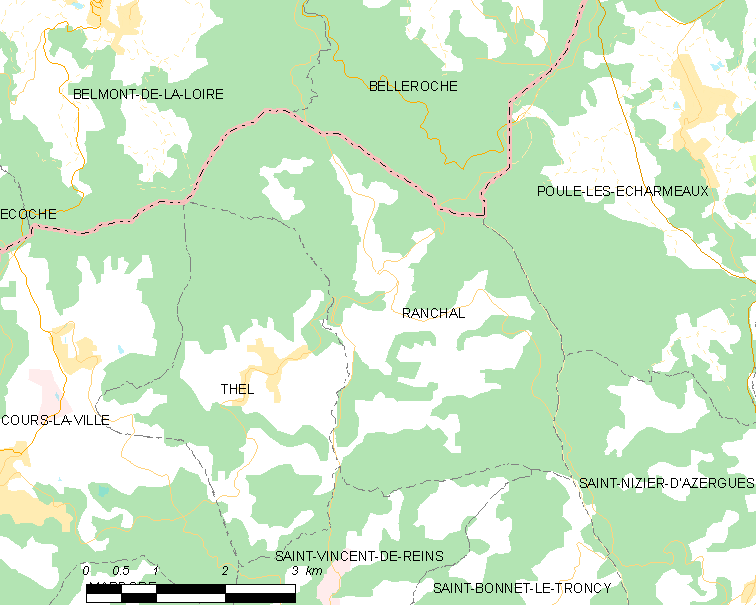
朗沙勒的OSM定位图

朗沙勒的时区为UTC+01:00、UTC+02:00（夏令时）。

## 行政
朗沙勒的邮政编码为69470，INSEE市镇编码为69164。

## 政治
朗沙勒所属的省级选区为蒂济莱布尔县。

## 人口

1962-2008年间朗沙勒人口变化图示

朗沙勒于2022年1月1日时的人口数量为311人。